# Chemin de fer de Hazebrouck à Bergues et Hondschoote
Pour la compagnie de chemin de fer concurrente de la Compagnie du Nord, voir Compagnie des chemins de fer de Picardie et des Flandres.
Le chemin de fer de Hazebrouck à Bergues et Hondschoote est une ancienne ligne de chemin de fer secondaire qui a fonctionné entre ces villes du département du Nord entre 1894 et 1954. Exploitée à l'origine par la compagnie des Chemins de fer des Flandres (CFF), elle est intégrée en 1919 au réseau de la Compagnie générale de voies ferrées d'intérêt local (CGVFIL). La ligne était construite à voie métrique. 

## Histoire
| Infrastructure |                                                               |
|                | Dépôt, installation technique ou voyageurs (stations, gares). |
|                | Emprise en site indépendant.                                  |

### Le schéma départemental de 1886
À la fin du XIXe siècle, face à l'urbanisation croissante, au développement de l'industrie et en réaction aux nombreuses demandes de concessions de lignes de chemin de fer secondaire ou tramway, le département du Nord adopte en 1886 le principe de réalisation d'un important réseau secondaire, destiné à être concédé, devant comporter 19 lignes pour un total de 429,7 kilomètres.
| Liste des lignes du schéma départemental de 1886 : |
| --- |
| 1. Bergues à Hondschoote (11,700 km); 2. Bergues à Steenvoorde et Hazebrouck (31,100); 3. Lille à Douai par Pont-à-Marcq (33,500); 4. Douai à Denain, par Aniches, Abscon et Lourches (25,600); 5. Denain à Valenciennes, par Thiant et Maing et pénétrant à Valenciennes par la porte Famars (13,500 km); 6. Thiant à Solesmes par Bermerain (20,600 km); 7. Solesmes à Caudry par Briastre (10,900 km); 8. Solesmes à Landrecies par Bousies (16,800 km); 9. Landrecies à Avesnes par Cartignies et Étrœungt (29,400 km); 10. Valenciennes au Quesnoy par Préseau, avec entrée à Valenciennes par la porte Famars (17,900 km); 11. Rœulx à Cambrai par Marquette, Wasnes-au-Bac et Bantigny (22,000 km); 12. Bon-Secours à Condé (4,800 km); 13. Condé à St-Amand, par Vieux-Condé, Bruille et Fontaine-Bouillon (13,400 km); 14. Saint-Amand à Lens, par Orchies, (partie située dans le Nord) (33,600 km); 15. Hazebrouck à Estaires par Merville (17,700 km); 16. (a) Valenciennes à Maubeuge, par Gussignies, Houdain et Taishières-sur-Hon (38,500 km), (b) Maubeuge à la frontière belge par Villers-sir-Nicole (7,800 km), (c) Bavay à Aulnoye ou Berlaimont, par Pont-sur-Sambre (13,200 km), (d) Maroilles à Aulnoye par Noyelles et Leval (9,200 km); 17. Lomme à La Bassée, par Englos, Ennetières-en-Weppes, Radinghem, Le Maisnil, Fromelles, Aubers, Illies (17,500 km); 18. Lille à Menin, avec embranchement sur Bondues, Linselles et Bousbecques (14,000 km); 19. Armentières à Halluin, par Deulémont et Comines(27,000 km). |

### La constitution du réseau des Flandres
Trois entreprises firent part de leur intérêt pour réaliser et exploiter les lignes de Bergues à Hondschoote, de Bergues à Steenvoorde et Hazebrouck, et enfin  d'Hazebrouck à Estaires : 
- La Société générale des chemins de fer économiques représentée par M. Level ;
- La Société des chemins de fer économiques du Nord représenté par MM. Caze et Empain ;
- Le Comptoir des Flandres représenté par MM. Bizard, Rouzé et Lemoigne[3].

L'offre des Chemins de fer économiques du Nord fut retenue, mais, après discussions, cette compagnie renonça au projet en 1899, et l'entrepreneur Alfred Lambert, un ingénieur civil de Paris, obtint la concession pour une durée de 99 ans par le Département du Nord des deux premières lignes, qui furent  déclarées d'utilité publique par la loi du 2 avril 1891. Celui-ci substitua ses droits à la compagnie des Chemins de fer des Flandres (CFF).  
La ligne Hazebrouck - Hondschoote et son embranchement de Rexpoëde à Bergues (Porte de Cassel) fut ouverte le 8 septembre 1894, et la section terminale de Cassel (Porte de Cassel) à Cassel - Gare, qui nécessitait un passage à travers l'enceinte fortifiée et de laborieuses négociations avec l'autorité militaire, ne fut mise en service que le 1er juillet 1897.

### La Première Guerre mondiale
Le réseau contribua au ravitaillement de la poche de résistance de l'Yser, autour de Nieuport, Furnes et Ypres, et fut mis sous tutelle militaire. Celle-ci mit en place une coopération dès l'hiver 1914 entre les CEN, les CF et la 10e section des Chemins de fer de campagne, qui exploitaient la ligne Hondschoote - Bray-Dunes (à voie normale).
La Première Guerre mondiale fit peu de dégâts sur ce réseau situé loin des lignes du front. On nota l'incendie, les 8 et 9 octobre, de la halte de Saint-Sylvestre-Cappel, et, le 4 novembre 1915, la destruction de la voiture de seconde classe  no 33.

### L'entre-deux-guerres
L'exploitation de ce réseau fut reprise par la Compagnie générale de voies ferrées d'intérêt local (VFIL ou CGL) le 1er juillet 1919. Cette compagnie a été formée autour de la compagnie de chemin de fer voisine du Chemin de fer d'Anvin à Calais.

### Suppression
La section Rexpoëde - Bergues est fermée le 31 janvier 1954, la ligne est fermée le 31 décembre 1954.

## Infrastructure

### Voie et tracés
La compagnie exploitait une ligne à voie métrique :
- Hazebrouck - Rexpoëde -Hondschoote, de 34 km, ouverte en 1894

avec un embranchement Rexpoëde - Bergues-Gare, de 9 km, ouverte en deux temps : 
- Rexpoëde - Bergues-Porte-de-Cassel (8 km) en 1894
- Bergues-Porte-de-Cassel - Bergues-Gare (1 km) en 1897[9].Rails. De gauche à droite, type UIC 60, type Vignole, type Broca ou à gorge, type double champignon symétrique, et asymétrique

Rails. De gauche à droite, type UIC 60, type Vignole, type Broca ou à gorge, type double champignon symétrique, et asymétrique

Aux termes du Cahier des charges de la concession, les lignes desservaient également les communes de Bambecque, Herzeele, Winnezeele, Steenvoorde, Terdeghem, Saint-Sylvestre-Cappel et Hondeghem.
La ligne était à voie unique et métrique, longue de 34 km, armée de rails de type Vignole, de 20 kg par mètre. La voie comprenait quelques rampes atteignant 25 ‰ et des courbes de 100 mètres de rayon.

### Gare et connexions
Les gares étaient établies sur le même modèle, un bâtiment voyageur à 1 étage auquel était accolé une dépendance.
Certaines gares portaient les inscriptions Chemin de Fer du côté de l'entrée et du côté des quais figurait le nom de la ville ou de l'arrêt.
Les gares de jonctions étaient les suivantes :
- la gare d'Hazebrouck de la compagnie des chemins de fer du Nord (lignes de Lille aux Fontinettes et d'Arras à Dunkerque-Locale), où la correspondance était assurée quai à quai[5];
- la gare de  Herzeele, avec les chemins de fer économiques, réseau du Nord :(ligne de Herzeele à Esquelbecq, Bollezeele et Saint-Momelin ;
- la gare de Bergues de la compagnie des chemins de fer du Nord sur la Ligne d'Arras à Dunkerque-Locale.

De l'autre côté des voies de la Compagnie du nord se trouvait le terminus de la ligne de la Société générale des chemins de fer économiques, réseau du Nord  pour la direction de  Bollezeele, à laquelle le CFC n'était pas physiquement relié.
- la gare de  Hondschoote, avec le chemin de fer de Hondschoote à Bray-Dunes. La gare des CFC comprenait cinq voies, et la ligne de Bray-Dunes utilisait la troisième[5].

### Arrêts
La ligne compte 10 gares, d'un type standardisé, il comporte un bâtiment voyageurs en briques en R+1 de 3 travées comportant côté voies au rez-de-chaussée 3 portes et 3 fenêtres à l'étage et côté ville au rez-de-chaussée 1 porte au centre encadrée de 2 fenêtres et 3 fenêtres à l'étage. Le bâtiment voyageur est flanqué d'une halle à marchandises.
La ligne assure par ailleurs aux terminus d'Hazebrouck et Bergues la correspondance avec le grand chemin de fer, ainsi qu'à la gare d'Herzelle avec la ligne Herzeele - Saint-Momelin (cf. secondaire) de la Société générale des chemins de fer économiques (SE), à Bergues avec la ligne Bergues - Bollezeele de cette même compagnie et à Hondschoote avec la ligne de Bray-Dunes - Hondschoote (cf. secondaire).
Liste des bâtiments voyageurs
Les gares n'appartenant pas à la ligne (et ses concessionnaires) sont en italique, elles sont triées par ordre sur la ligne dans le sens Hazebrouck - Hondschoote.
| Illustration | Nom                    | remarques                                                                |
| ------------ | ---------------------- | ------------------------------------------------------------------------ |
|              | Hazebrouck             |                                                                          |
|              | Hondeghem              |                                                                          |
|              | Saint-Sylvestre-Cappel |                                                                          |
|              | Steenvoorde            |                                                                          |
|              | Winnezeele             |                                                                          |
|              | Herzeele               | Correspondance ligne Herzeele - Saint-Momelin (cf. secondaire) de la SE. |
|              | Bambecque              |                                                                          |
|              | Rexpoëde               |                                                                          |
|              | Killem                 |                                                                          |
|              | Hondschoote            | Correspondance ligne Bray-Dunes - Hondschoote (cf. secondaire).          |
|              | Warhem                 | Embranchement de Bergues.                                                |
|              | Bergues                | Embranchement de Bergues.                                                |

### Dépôt
Le dépôt de la ligne est implanté à Hondeghem avec la gare, la ligne dispose également d'une remise pour les locomotives en gare d'Hondschoote.

## Matériel roulant

### Autorails
| Illustration | Modèle ou type | N/O* | Nombre** | Numéros | En service provenance si occasion | Hors service destination | Remarques |
| ------------ | -------------- | ---- | -------- | ------- | --------------------------------- | ------------------------ | --------- |
|              | Type 401       | N    | 2 (4)    | 401-402 | 1936                              | 1954                     |           |

* neuf ou d'occasion.
** nombre affecté sur le réseau ou la ligne (nombre que compte la série de véhicules).

### Locomotives

#### Locomotives diesels
- 351-352, Ateliers CGVFIL de Lumbres en 1951.

#### Locomotives à vapeur
| Illustration | Modèle / type            | Nombre | Numéros | En service | Hors service | Remarques |
| ------------ | ------------------------ | ------ | ------- | ---------- | ------------ | --------- |
|              | SACM 1Ct (130T) occasion | 4      | 1, 4-6  | 1932       |              |           |

## Exploitation

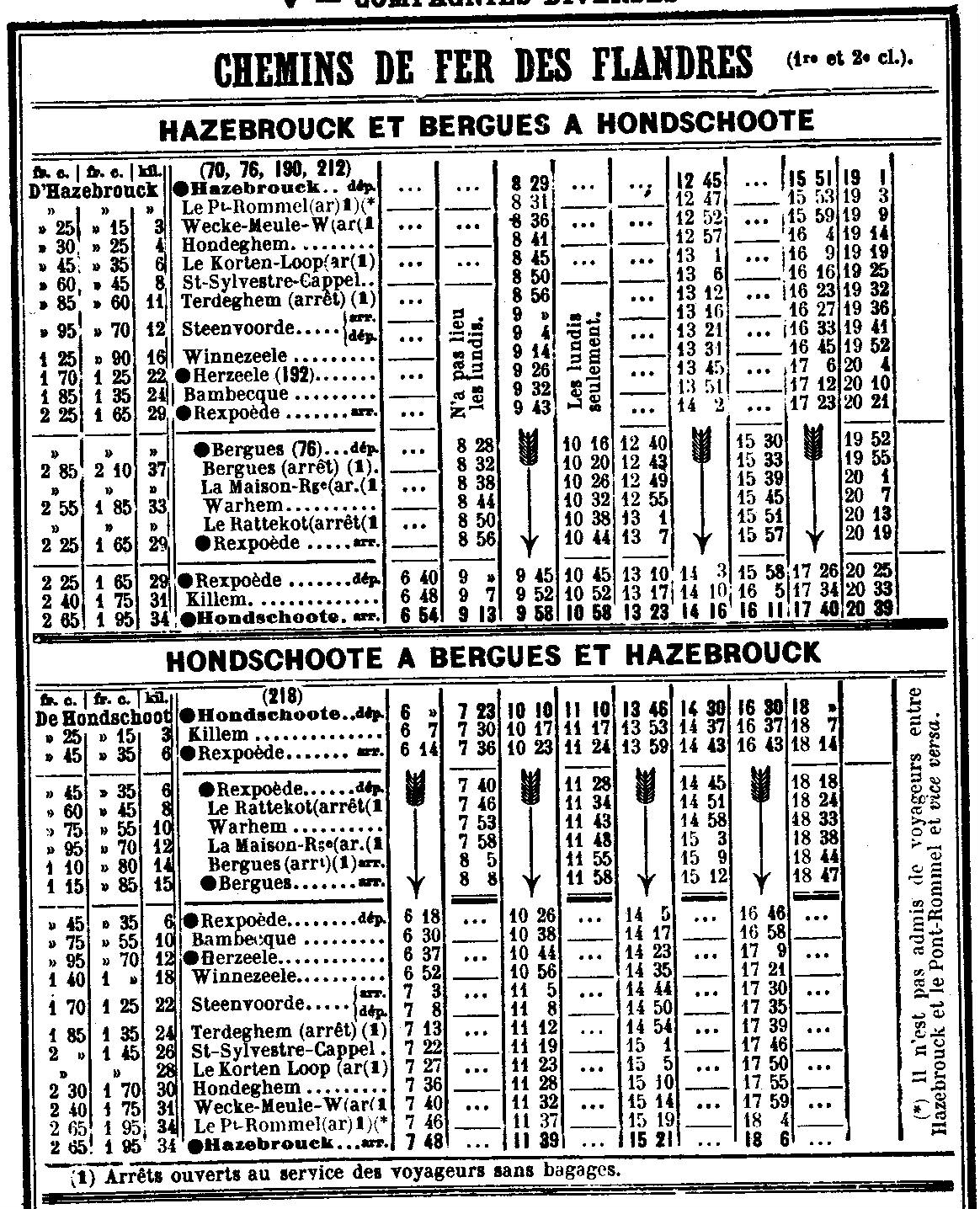
Horaires des Chemins de fer des Flandres en mai 1914

La ligne, ainsi que l'embranchement de Bergues, étaient desservis jusqu'en 1905 par trois allers-retours quotidiens. 
De 1905 à la Première Guerre mondiale, la desserte fut portée à quatre trains sur les lignes d'Hazebrouck à  Hondschoote et de Bergues à Hondschoote, plus une navette entre Rexpoëde et Hondschoote, soit sur ce tronçon, neuf circulations dans chaque sens. cela était une fréquence élevée pour un chemin de fer secondaire à vocation surtout rurale. 
Après la guerre, le service reprit avec trois trains sur chaque section, dont deux assurés après 1936 par autorail. 
Cette exploitation permit, dans les dernières années d'exploitation la ligne de voir à nouveau circuler quatre aller-retours Hazebrouck - Hondschoote (dont un fractionné à Rexpoëcle) et trois Bergues - Hondschoote.

### Matériel roulant
Le matériel roulant avait un gabarit limité par le cahier des charges à 2,50 m. en largeur et 3,70 m. en hauteur. 
Il prévoyait également que les voyageurs disposeraient de deux classes de voitures, pouvant éventuellement être dotées d'une impériale. 
Le tamponnement était central, comme sur de très nombreux chemins de fer secondaires, et le matériel était doté du frein à vide.
Le réseau fut doté, dans un premier temps, de cinq locomotives à vapeur construites par Corpet-Louvet en 1890-1891, type 031T de 16 tonnes, qui avaient antérieurement circulé sur d'autres réseaux du Département du Nord ou celui du Pas-de-Calais exploitées par les compagnies de M. Lambert : 
- Les n°31 à 34 (numéros d'usine 523 à 525 et 528), transférées en 1894 depuis la Ligne d'Aire-sur-la-Lys à Berck-Plage, où elles étaient considérées comme insuffisamment puissantes. La n°34 repartit aussitôt sur le réseau de l'Oise, en échange de la n°01 qui vint sur le réseau des Flandres ;
- La n°36 (numéro d'usine 530), mutée en 1912 également de la Ligne d'Aire-sur-la-Lys à Berck-Plage[12].

La CGL, qui exploitait le réseau depuis 1919, construisit dans son atelier de Lumbres des engins diesel pour la ligne : 
- deux autorails à bogies nos 401 et 402, mis en service en 1936, dotés d'un moteur Berliet de 115 ch et d'une avec une caisse construite par Million-Guiet, d'un modèle identique à ceux livrés à la Chemin de fer de Hermes à Beaumont. Longs de 14,650 m, pesant 18 tonnes et aptes à une vitesse maximale de 75 km/h, ils disposaient de 48 places assises et 20 places debout ;
- deux locotracteurs à trois essieux livrés en 1951, avec moteur Willème à 8 cylindres en ligne, de 180 ch et transmission mécanique à bielles (n°351 et 352), capables de remorquer une charge de 130 t à 15 km/h sur une rampe de 15 mm/m. Lors de la fin de l'exploitation du réseau des Flandres, en 1954, ces deux locotracteurs furent cédés au réseau départemental de la Somme[4].

## Vestiges et matériel préservé
- Les deux locotracteurs nos 351 et 352 sont préservés par le Chemin de fer de la baie de Somme où ils ont été restaurés et assurent la traction de trains touristiques.
- Des gares qui jalonnent l'ancien tracé de la ligne, de nombreuses subsistent et ont été transformées en habitat privatif.
- Une portion de voie de la ligne Bergues - Rexpoëde est encore visible au sud de la porte de Cassel à Bergues.

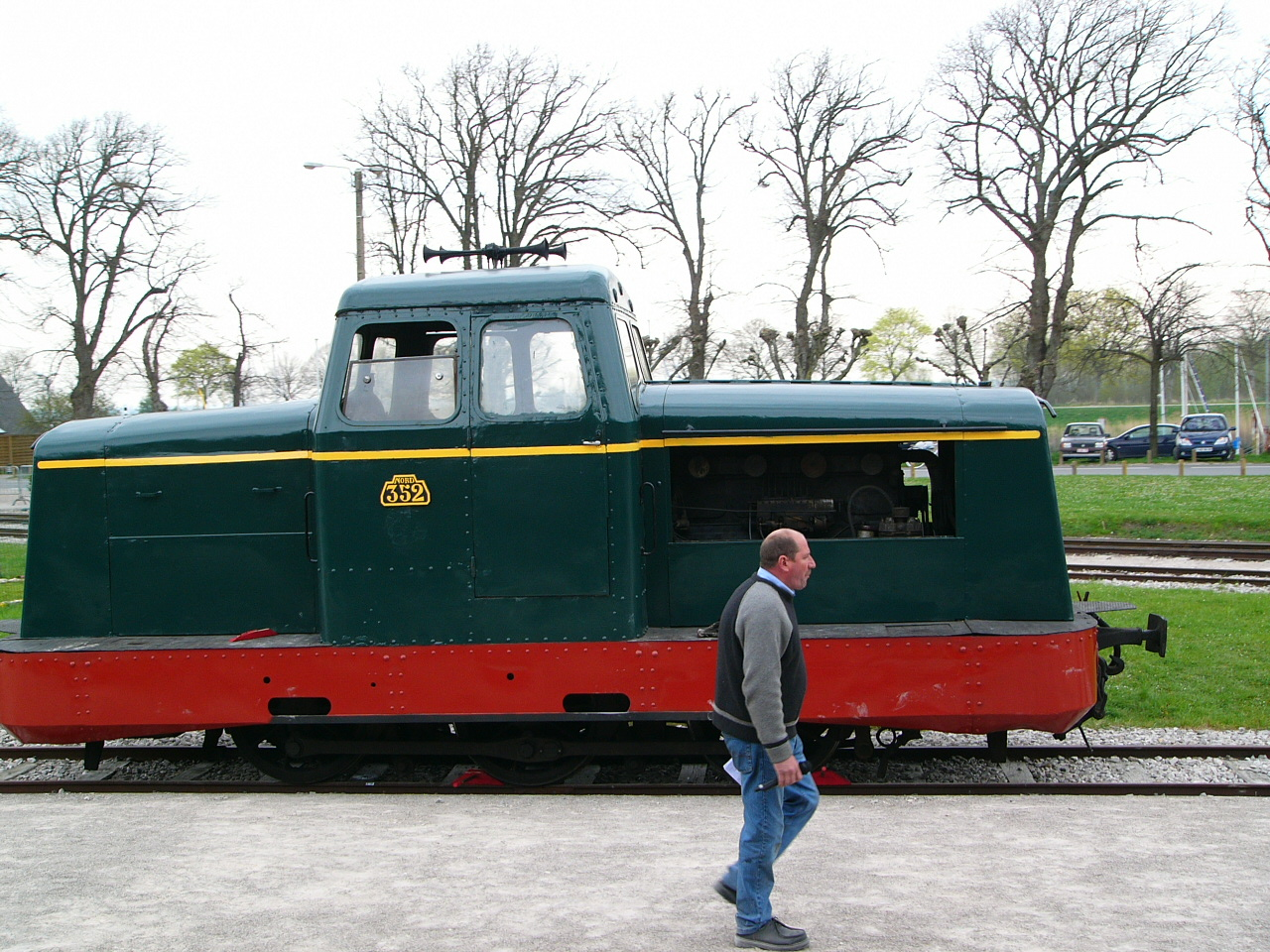
Le locotracteur à trois essieux et transmission par bielle 352, tel qu'il a été restauré par le Chemin de fer de la baie de Somme
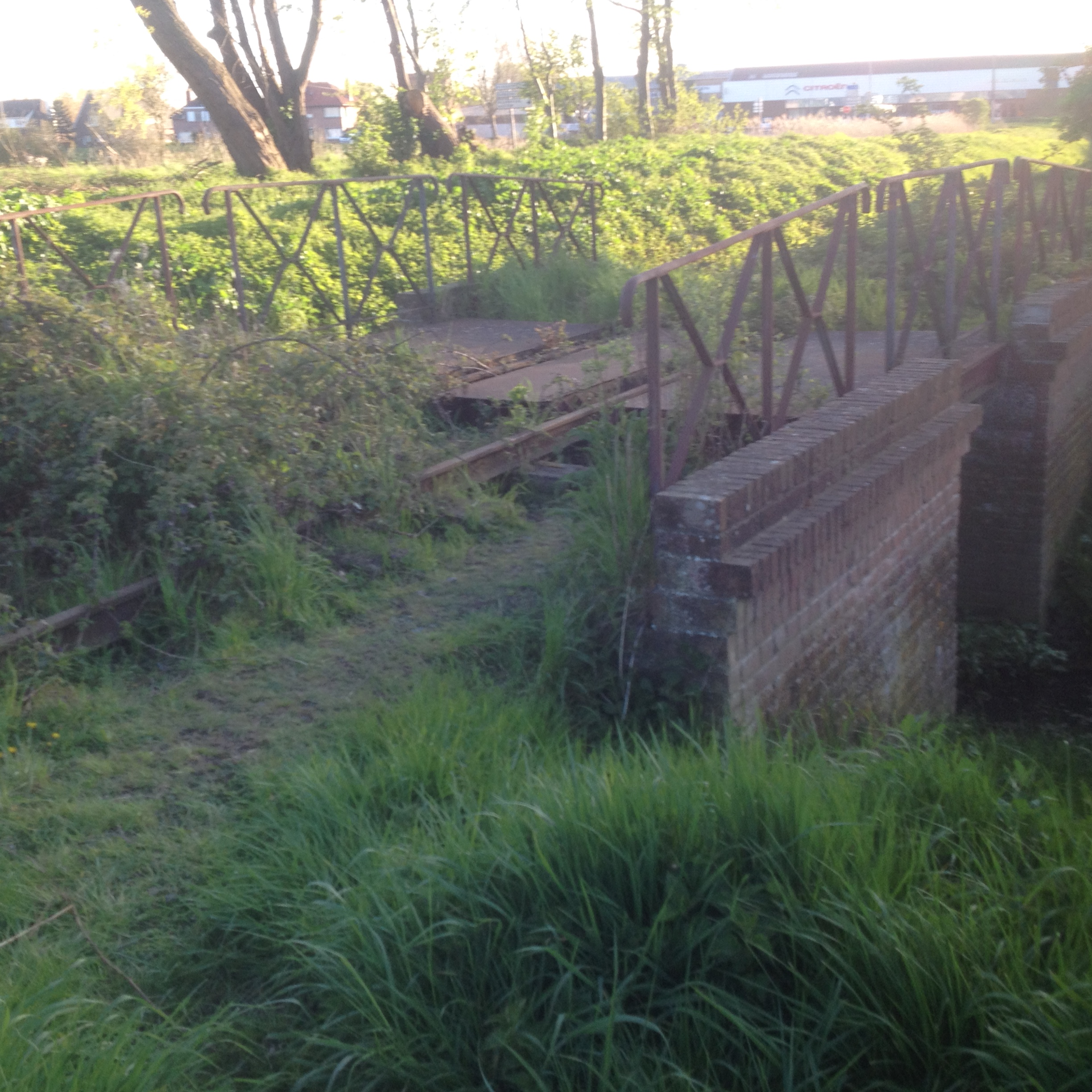
Portion de voie de la Compagnie des chemins de fer des Flandres subsistant à Bergues.